# Arrenurus zapus
Arrenurus zapus är en kvalsterart som beskrevs av Cook 1976. Arrenurus zapus ingår i släktet Arrenurus och familjen Arrenuridae. Inga underarter finns listade i Catalogue of Life.